# Життя після людей
«Життя́ пі́сля люде́й» (англ. Life After People) — науково-популярний фільм, знятий для каналу History Channel, в якому вчені міркують на тему того, що станеться з територією США, тваринами та рослинами на ній, якщо людина зникне, а також про те, як довго після зникнення людства існуватимуть створені ним пам'ятники і артефакти. Цей фільм заснований на результатах дослідження територій, раптово покинутих людьми, а також можливих наслідків припинення догляду за будівлями і міською інфраструктурою.
Гіпотеза про покинутий світ ілюстрована цифровими зображеннями, що показують подальшу долю таких архітектурних шедеврів, як Емпайр-Стейт-Білдінг, Букінгемський палац, Сірс-Тауер, Спейс Нідл, міст Золоті ворота, Ейфелева вежа, Біг-Бен, Крайслер Білдінг, Статуя Свободи, Гора Рашмор, Бурдж Халіфа, Тайбей 101 і Собор Василія Блаженного.
Фільм було вперше показано 21 січня 2008 року. Аудиторія склала 5,4 млн глядачів: таким чином, «Життя після людей» став найпопулярнішим фільмом за всю історію History Channel.

## Хронологія

### Через 1 годину
- Нафтовий Порт в Г'юстоні спорожнів. Працівники зникли, і не буде кому стежити за станом заводу. Ймовірно, що в одній цистерні закінчиться нафта і від цього тиск у реакторі підвищиться. Відбудеться вибух. І від цього незабаром весь Нафтовий Порт Г'юстона просто загориться.

### Через день
- Більшість електростанцій, що працюють на викопному паливі, припиняють свою роботу через вичерпання запасів палива, в результаті чого розпочнуться каскадні відключення електрики по всьому світу. Вітрові турбіни продовжують працювати і далі, але без належного догляду з боку людей вони також незабаром зламаються.
- На Заході Америки генератори греблі Гувера приводяться в дію потоком води з озера Мід, тому вона може залишатися без нагляду на декілька місяців або навіть років. Лас-Вегас, що живиться від цієї електростанції, можливо, залишиться єдиною світлою плямою, яку можна буде помітити з космосу.

### Через 2 дні
- Метрополітени багатьох міст захищаються від ґрунтових вод системою насосів: якщо не буде людей, щоб стежити за такими системами, більшість метрополітенів буде затоплено протягом 36 годин.
- Через 48 годин, зареєструвавши зниження у споживанні енергії, атомні електростанції перейдуть у безпечний режим. Вітрові турбіни продовжать працювати до тих пір, поки не вичерпається мастило. Майже всі райони, за винятком тих, що живляться від гідроелектростанцій, будуть знеструмлені.
- У бухтах нафтопереробних заводів знаходяться танкери. У них перевозять нафтову сировину. Без людей нафта надходитиме в танкери безконтрольно, так швидко, що шланги порвуться, і нафта буде витікати прямо в океан.

### Через 10 днів
- Їжа в магазинах і холодильниках зіпсується.
- Спершу домашні тварини зможуть пити воду з підталих холодильників або харчуватися неприбраними продуктами, але потім їм доведеться покинути будинки колишніх господарів або померти від голоду. Тим з вихованців, кому вдасться вибратися на свободу, доведеться вступити в боротьбу за виживання. У новому світі не знайдеться місця для декоративних порід кішок і собак: вони загинуть першими. Наприклад, короткі ноги бульдогів або маленькі пащі тер'єрів перетворяться у вирішальні недоліки.
- Якщо за цей час в Чикаго відбудеться сильна гроза, води однойменної річки підмиють всі бар'єри і затоплять місто.

### Через 1 місяць
- У лабораторіях і клініках США зберігаються заморожені людські тіла, ембріони, а також сперма і яйцеклітини. Коли запас рідкого азоту вичерпається, почнеться процес гниття.

### Через 6 місяців
- Малі представники дикої природи, такі як койоти і рисі, що зазвичай стороняться міст, почнуть заселяти приміські райони, які також стануть пасовищами і для оленів. Пацюки і миші поглинуть всі їстівні запаси і покинуть міста.

Потім з'являться більші хижаки: пуми, вовки і ведмеді.

### Через рік
- Рослини почнуть рости в тріщинах вулиць, шосе, тротуарів і будівель.
- Дерев'яні кораблі-музеї, такі, як фрегат «USS Constitution» в Бостоні почнуть протікати. За рік без людей дошки, що прогнили від вогкості, потоплять судна.

### Через 2 роки
- Гребля Гувера перестане виробляти електрику після того, як молюски заб'ють охолоджувальні труби. Лас-Вегас в Неваді зануриться в темряву.
- Тварини зауважать відсутність людей і кинуться в міста.
- Відповідно до думки вчених проекту SETI, телесигнали, які подорожують крізь космос, в яких, як сподіваються, зберігається частина культури людської цивілізації, вже на відстані в 1-2 світлових роки стають шумом.

### Через 5 років
- Рослинним покривом з ліан, трави і паростків дерев буде покрита більша частина території міст.
- Вітряні турбіни будуть крутитися швидше через сильні вітри, до тих пір, поки не заіржавіють або не розлетяться на шматки.
- Супутники через розширення атмосфери Землі увійдуть туди і впадуть на землю. Та ж доля очікує все космічне сміття і МКС.

### Через 20 років
- Руїни українського міста Прип'ять, покинутого людьми у 1986 році через катастрофи в Чорнобилі, можуть стати наочним прикладом того, у що може перетворитися місто через двадцять років після зникнення людства. Незважаючи на високий рівень радіації на занедбаних територіях збільшується чисельність популяцій тварин. У багатьох будинках і будівлях проросли рослини.

### Через 25 років
- Морська вода затопить такі міста, як Лондон і Амстердам: міста, осушені завдяки штучним дренажним системам. Віконні рами і скла у висотних будинках почнуть тріскатися через значну кількість циклів замерзання-відтавання, а також через руйнування віконних ущільнювачів.
- Опори Паризької тріумфальної арки, воріт Букінгемського палацу та інших об'єктів заростуть. Три чверті всіх доріг, площ та тротуарів також покриються рослинами.
- Мумії без постійної температури почнуть гнити. Від тіл єгипетських фараонів, Володимира Леніна та інших мумій залишаться тільки скелети.

### Через 40 років
- До того часу багато дерев'яних будівель або згорять, або згниють, або будуть знищені термітами. Дерева і ліани будуть рости в цегляних і кам'яних будівлях, пошкоджених солями. Земляні дамби почнуть руйнуватися через збільшення розмитих ділянок.

### Через 50 років
- На сталевих конструкціях, таких як Бруклінський міст, стануть помітні ушкодження, що виникли через відсутність належного догляду. Захисна фарба почне відлущуватися, почнеться корозія конструкцій.
- У багатьох містах, що знаходяться в зоні сейсмічних розломів, таких, як Лос-Анджелес, відбудуться землетруси. У Лос-Анджелесі один з таких землетрусів зруйнує заіржавілий знак Голлівуду, мерію Лос-Анджелеса і зовнішній шар Вежі Банку США.
- У всіх музеях, де є цілі скелети вимерлих тварин, почнуться хімічні реакції, викликані піритом. Кістки покриються шаром цього мінералу і стануть крихкими. Це призведе до руйнування скелетів.

### Через 60 років
- Картина Таємна вечеря (Леонардо да Вінчі) просто спорохнявіє від вологи.
- Мона Ліза, також намальована Леонардо да Вінчі захищена куленепробивним склом. Але це не вбереже її від мікроскопічних комах, що поїдають фарбу і інші елементи.

### Через 75 років
- Велика частина з 600 мільйонів автомобілів перетвориться на купу металу. Ті з автомобілів, що будуть знаходитися в територіях з сухим кліматом, постраждають менше. Спущені багато років тому гумові шини та покришки не піддадуться розкладанню ще протягом багатьох століть.
- Головна реліквія США, яка перебуває в Індепенденс-холі (Філадельфія) — це Дзвін Свободи. Він тримається на дерев'яній балці, яка за 75 років прогниє. Тріщина, ледь помітна на дзвоні, розколе дзвін навпіл при ударі об землю.
- Символ міста Сіднея — це його знаменитий оперний театр. Постійний вплив вологи змусить впасти дах театру, а палі, що підтримують будівлю над поверхнею води, зламаються. Залишки оперного театру стануть новим кораловим рифом.
- Крейсер Аврора не буде вічно стояти біля берега. Через 75 років після зникнення людей канати, що підтримують корабель розірвуться, і заржавілий від часу корабель вирушить у свою останню подорож по річці Нева. Ймовірно що він потоне відразу ж після першого зіткнення з береговими бетонними блоками або з мостом.

### Через 100 років
- Великі мости, такі як міст Золоті ворота і Бруклінський міст, обрушаться через корозію несучих тросів. Багато зі створених людиною конструкцій обрушаться протягом 100—300 років.
- Башта Біг-Бен в Лондоні була побудована так, що кожен рік нахиляється на кілька міліметрів. Через розлив Темзи основу буде підмито, і башта впаде.
- Обрушиться і візитна картка міста Дубай. Волога сильно зашкодить каркас готелю Бурдж аль-Араб, і будівля завалиться.

### Через 125 років
- Впаде головна дзвіниця Храму Василя Блаженного, обрушивши при цьому дах, разом з куполами.

### Через 150 років
- Багато вулиць, під якими пролягали гілки метрополітену, обрушаться і перетворяться в затоплені канали. Більшість будівель будуть захоплені рослинами і тваринами, а місто буде більше нагадувати краєвид дикої природи.
- Петропавлівська фортеця можливо стане останньою пізнаваною спорудою Санкт-Петербурга. Коли річка Нева знову затопить набережну міста, шпиль Петропавлівського Собору через сильну вологість зруйнується і провалиться всередину храму, і назавжди знищить одну з реліквій північної столиці Росії.
- Третина всіх хмарочосів світу зруйнуються. У тому числі і Башта Джона Генкока в Бостоні і Метлайф-білдінґ у Нью-Йорку. Останній при обваленні знесе Великий центральний вокзал.

### Через 200 років
- Великі будівлі, такі як Емпайр-Стейт-білдінг, Сірс Тауер, Спейс Нідл, Крайслер-білдінг, JPMorgan Chase і Ейфелева вежа, обрушаться через корозію, бурхливий ріст рослин та пошкодження фундаменту ґрунтовими водами.
- Від Моста Золоті Ворота залишаться тільки заржавілі пілони.
- Від хмарочоса JPMorgan Chase залишиться тільки каркас, який незабаром зруйнується від корозії.
- Обриси Маямі будуть повністю стерті. Всі будівлі в місті зваляться від підтоплення фундаменту і великої кількості вологи.
- Спейс Нідл в Сіетлі впаде через проникнення у фундамент крапель води, що утворяться в прілому листі, що лежатиме біля підніжжя будівлі.
- Херст-касл в Каліфорнії покриється сіллю, яка почне руйнувати бетон. Будівлі, зрештою, будуть знищені землетрусами.
- Ейфелева вежа покриється корозією, і невеликий вітерець знесе верхню половину вежі.
- Протягом 200 років ліфти Сірс Тауер будуть падати вниз, трясучи конструкцію. Потім підземні опори будуть затоплені і почнуть руйнуватися. Це призведе до повного руйнування хмарочоса.
- Один з поверхів Крайслер-білдінґ зруйнується, і верхівка вежі кинеться вниз, руйнуючи поверх за поверхом, що призведе до тотального знищення будівлі.
- Демпфер хмарочоса «Тайпей 101» відломиться і звалиться вниз. Вийде так зване «каскадне обвалення». Дійшовши до перших поверхів, демпфер знищить весь хмарочос — він завалиться всередину себе.
- Трансаляскінським нафтопровід поступово розпадеться від корозії. Нафта, що залишилася там, витече назовні.

### Через 250 років
- Купол Капітолію у Вашингтоні сильно заіржавіє. Статуя свободи, що знаходиться на вершині, стане важкою для купола і той обрушиться. Дах меморіалу Лінкольна через скупчення дощової і талої води також впаде всередину будівлі, знищивши статую Лінкольна.
- Центр Джона Генкока в Чикаго впаде через руйнування балок майже біля самої вершини будівлі.
- У Дубаї хмарочос Бурдж-Халіфа обрушиться через піщані бурі.
- Арка, символ міста Сент-Луїса позбудеться половини обшивки. Встановлені в середині арки ланки впадуть. Потім вся конструкція обрушиться.
- Статуя Христа-Спасителя обрушиться через розшарування бетону і корозії каркаса.
- Спаська башта Московського Кремля, зруйнується через сильні перепади температури і корозії. Часовий дзвін вежі падаючи проломить підлогу, дах нахилиться і вся будівля просто завалиться.

### Через 300 років
- Статуя Свободи в Нью-Йорку сильно постаріє і заросте. Обвалиться близько 25 відсотків обшивки статуї. Острів Свободи наполовину піде під воду. Смолоскип Статуї Свободи не зможе довго триматися і відламається. Можливо, через тисячі років відбиток від смолоскипа в мулі можна буде впізнати.
- Найвища будівля Нового Орлеана — «One Shell Square» — зруйнується через підтоплення фундаменту водами Мексиканської затоки.
- Декларація незалежності США розсиплеться на порох через проникнення в контейнер повітря. Останки Дзвону Свободи будуть схожі на надгробок.

### Через 500 років
- Арматура всередині бетонних будівель розбухне в три рази через іржу, що послужить причиною руйнування бетонних конструкцій. Вежі Петронас у Малайзії, підніжжя яких побудовано з важкого високосортного бетону, простоявши довше інших хмарочосів, обрушаться.
- Фрески Сикстинської капели потьмяніють від часу. Стеля сильно трісне, і вся капела впаде вниз.
- З горизонту Ватикану зникне купол Собору Святого Петра. Металеві елементи купола розсиплються від корозії, і купол звалиться всередину собору.

### Через 1000 років
- Більшість сучасних міст будуть покриті зеленим покровом, а хмарочоси і будівлі стануть новими пагорбами. Манхеттен повернеться до свого колишнього виду — до заселення людиною — з безліччю струмків та озер. Доказів існування людської цивілізації майже не залишиться. Найменше постраждають будівлі і конструкції, зроблені з масивних каменів або товстого бетону, наприклад, єгипетські піраміди і середньовічні замки.
- Але є й виняток. Це — Тадж-Махал в Агрі, Індія. Мавзолей побудований в сейсмічному районі країни. Через десять століть землетрус магнітудою в 5 балів обрушить всі мінарети мавзолею, а потім обрушиться весь Тадж-Махал.
- Ландшафт Ніагарських водоспадів зміниться до невпізнання. Через десять століть водоспад на американській стороні пересохне, а водоспад на стороні Канади пересунеться зі свого колишнього місцезнаходження.

### Через 2 000 років
- На місці, де колись стояло місто закоханих Париж, нічого не залишилося. Музей Лувр обрушився півтори тисячі років тому. Мона Ліза зникла, але залишилася інша велика фігура. Венера Мілоська, зроблена з мармуру, що пролежала в Землі тисячі років, поки її не відкопав фермер. А так як мармур — це дуже твердий матеріал, він практично вічний. Можливо, що вона зможе пролежати в руїнах Парижа ще кілька тисячоліть.
- Недалеко все ще пізнаваний кам'яний фасад Собору Паризької Богоматері.
- У Римі від рослин, вогкості і легких сейсмічних поштовхів звалиться остання пізнавана споруда — Колізей.

### Через 10 000 років
- Гребля Гувера, один з останніх уламків людської цивілізації, обрушиться через корозію і акумулюючий вплив сейсмічної активності території.
- До того часу майже всі нагадування про те, що людина колись був вінцем природи, зникнуть. Виживуть лише кілька кам'яних конструкцій. Серед них — піраміди в Гізі, майже повністю занесені піском пустелі; фрагменти Великої китайської стіни. Особи, вирізані в горі Рашмор, залишаться недоторканими на сотні тисяч років. Теж саме можна сказати про гору Стоун Маунтін в Атланті. І тільки за ними наші наступники зможуть визначити, що на Землі до них існувала цивілізація.
- Всі інші сучасні носії інформації, в яких зберігається пам'ять про людську культуру — лазерні диски, фотоплівка, папір тощо, — перетворяться на прах вже через кілька десятків або сотень років після того, як люди зникнуть. Ймовірно, тільки документи, схожі на сувої Мертвого моря залишаться неушкодженими завдяки сухому клімату, в зоні якого вони знаходяться.

### Через 1 000 000 років
- Зонд «Вояджер-2» досягне точки відстані близько 0,5 світлових років від Землі. Його стан буде критичним: дрібне космічне сміття сильно пошкодить корпус корабля, і його золота пластина (на якій записані записи мов і розташування планети Земля) буде сильно пошкоджена, і її вже навряд чи хто небудь зможе прочитати.

### Через 10 мільйонів років
- Скелети людей, поховані на всіх кладовищах нашої планети, через десятки мільйонів років після зникнення людей, втратять всю свою міцність, і почнуть перетворюватися на нафту. Зрозуміло, це відбудеться тільки на похованнях, які підуть під воду, наприклад в постійно затоплюваному місті Новий Орлеан.

## Місця, що слугують наочним прикладом життя без людей
- Прип'ять, Україна
- Острів Хасіма, Японія
- Гері (Індіана), США
- Ангкор, Камбоджа
- Ріоліт (Невада) США
- Централія (Пенсильванія), США
- Парк розваг «Американа», Огайо, США
- Завод «Packard», Детройт, США
- Острів Норд-Бразер[en], Нью-Йорк, США
- Село Тінахем[en], Велика Британія
- Деякі райони Нового Орлеана, занедбані після урагану «Катріна», США

## Список по серіях

### Перший сезон
1. Залишені тіла
2. Повернення природи
3. Руйнування столиць
4. Металеві джунглі
5. Загарбники
6. Поховані пам'ятки
7. Загибель міста гріхів
8. Військова зброя
9. Дорога в один бік
10. Смертельні води

### Другий сезон
1. Гнів бога
2. Токсична помста
3. Крипта цивілізації
4. Остання вечеря
5. Зруйновані оселі
6. Свято пекла
7. Руйнівні хвилі
8. Небо — межа
9. Глибинні руйнування
10. Покажіть мені вашого лідера